# Змія смерті
Змія смерті (англ. The Serpent of Death) — британський пригодницький фільм 1990 року.

## Сюжет
Археолог Джейк Боннер займається розкопками. Йому вдається знайти гробницю, в якій знаходиться багато коштовних артефактів. Але коштовності крадуть злодії, а влада країни звинувачує у крадіжці Джейка і його висилають з країни. Ситуація погіршується після того, як в номері готелю, де живе Джейк, виявляють труп його найкращого друга. Джейк розуміє, що він став на шляху могутніх сил.

## У ролях
- Джефф Фейгі — Джейк Боннер
- Камілла Мор — Рене
- Спірос Фокас — Ставрос
- Майкл Гозард — Ксарос
- Майкл Руссо — Нікос
- Так Мілліган — Дональд
- Гаміль Ратіб — Омар
- Сама Анвар — Маха
- Гала Седкі — Набіла
- Антоніс Яковакіс — Стефанедіс
- Могамед Іслам — Еліас
- Ед Бішоп — Грант
- Раджа Гусейн — Джамілла
- Бассам Рагаб — Самір
- Брюс Боа — Бартлет
- Могаммед Тауфік — Камель
- Гусейн Ель-Шербіні — таксист